# صفاآباد
صفاآباد ، روستایی از توابع  بخش دوآب صمصامی شهرستان کوهرنگ در استان چهارمحال و بختیاری ایران است. این روستا محل سکونت خانواده های رضایی از طایفه قندعلی(دورکی)می باشد.دارای آبشارزیبای باغ نعنا و رودخانه ای دلنشین چشمه هایی خروشان می باشد.شغل مردم روستا باغداری، دامداری، و کشاورزی است ، #صفاآبادمهدطبیعت #از صفاآباد دیدن کنید .جهت کسب اطلاعات بیشتر باما تماس حاصل فرمایید  ۰۹۳۳۰۴۱۶۴۶۶

## جمعیت
این روستا در دهستان دوآب قرار دارد و براساس سرشماری مرکز آمار ایران در سال ۱۳۸۵، جمعیت آن ۲۵۴ نفر (۴۴خانوار) بوده‌است.